# Los Katíos Nemzeti Park
A Los Katíos Nemzeti Park a dél-amerikai Kolumbia területén található. 1994-ben lett a világörökség része.
Los Katíos 720 km³ kiterjedésű. Kolumbia északnyugati részén terül el, Chocó és Antioquia megye északi részén, Panama és a Río Atrato nyugati partja között. A parkhoz tartozik a folyótól keletre lévő Tumaradó mocsár, valamint a Cacarica, Perancho és a Peye folyók által bezárt terület. Északon a panamai Darién Nemzeti Park határolja.

## Jelentősége
Los Katíos jelentősége az itt élő fajok rendkívüli sokféleségének, valamint a kizárólag a Darién régióban előforduló fajok védelmében rejlik. Földrajzi elhelyezkedése okán a közép-amerika földhíd déli részén elterülő észak-kolumbiai terület a földtörténeti tercier és pleisztocén korokban az észak- és délamerikai állatok ide-oda vándorlásának szűrőjeként funkcionált. Ez a folyamat még ma is tart. Los Katíos az egyetlen olyan régió Dél-Amerikában, ahol közép-amerikai tiszafa (taxus) fordul elő.
A park védelme alatt állnak olyan fontos és különleges földrajzi tényezők, mint például 25 m magas Tendal- illetve a 100 m magas Tilupo-vízesés és a Tumaradó-mocsarak.
1990-ben a parkot építmények és ösvények segítségével elzárták, és ma már csak egy kisebb létszámú csoportnak van ide bejárása, akik a Sautatá parkigazgatáshoz tartoznak. 

## Földrajza
A park 50-600 m magasság között húzódik a Serranía del Darién vonala mentén és szelíd lejtésű dombvidéket alkot. Két nagyobb régiót karol át, mindkettő a Serranía del Darién mintegy felét teszi ki nyugati irányban, az Atrato folyó vidékén. A Karib-tengerbe ömlő Atrato a leggyorsabb folyású folyó a Földön, vízhozama mintegy 4900 m³ másodpercenként. 
A park területén az átlaghőmérséklet 27 °C, az éves csapadékmennyiség nagyon magas: 2000-4500 mm, így a levegő páratartalma 75% és 95% között mozog. A legkevésbé csapadékos időszak a december és március közötti hónapok.  

## Története
A régiót eredetileg a kuna őslakos törzs lakta, akiknek belső háborúk után el kellett hagynia a  Katío-Embera Choco-régióját, és Panama felé kellett vándorolniuk. A Darién terület, amelyhez Los Katíos is tartozik, történelmileg fontos volt az első telepesek számára, akik körülbelül 20.000 évvel ezelőtt Az Észak- és Dél-Amerikát összekötő földhidat használták.  Kolumbusz Kristóf idején Rodrigo de Bastidas, Alonso de Ojeda és Vasco Núñez de Balboa spanyol konkvisztádorok foglalták el először a területet 1501-ben.
Legújabban a park 1%-át földtulajdonilag a Sautatá területhez csatolták, amelyet elsősorban cukorrépa termesztésére hasznosítanak. A park 1974-es megnyitása után következő hét évben a környező településekről (Unguía, Puente América, Tumaradó, Cacarica) mintegy 150 ottlakó családot kellett elköltöztetni.

## Növény- és állatvilága
A park mintegy felén mélyföldi-mocsári erdők élnek, míg a terület másik felét trópusi esőerdő borítja. A Cativo mintegy 50 m-es magasságú, a trópusi erdőkben pedig elsősorban olyan fajok élnek, mint a kapokfa (Ceiba petandra), gumós törzsű fa (Cavanillesia platanifolia),  és a porzófa (Hura crepitans). 1993-ban 669 növényfajt írtak le a parkban, amelyeknek 20–25% endemikus faj, azaz csak ezen a területen fordul elő.
Los Katíos számos olyan állatfaj otthona, amelyek Közép-Amerikára jellemző fajok, Dél-Amerikában pedig kizárólag itt találkozhatunk velük, például: tasakosegér-félék (Heteromys desmarestianus) vagy a szürkefejű erdeityúk (Ortalis cinereicep), valamint a veszélyeztetett hegyesorrú krokodil (Crocodylus acutus), az erdei kutya (Speothos venaticus), a sörényes hangyász (Myrmecophaga tridactyla) és a közép-amerikai tapír (Tapirus bairdii).

## Külső hivatkozások
- A park weboldala (spanyol)

## Fordítás
- Ez a szócikk részben vagy egészben  a   Nationalpark Los Katíos  című német Wikipédia-szócikk ezen változatának fordításán alapul.  Az eredeti cikk szerkesztőit annak laptörténete sorolja fel. Ez a jelzés csupán a megfogalmazás eredetét és a szerzői jogokat jelzi, nem szolgál a cikkben szereplő információk forrásmegjelöléseként.